# Dals-Eds församling
Dals-Eds församling är en församling i Dalslands kontrakt i Karlstads stift. Församlingen omfattar hela Dals-Eds kommun i Västra Götalands län (Dalsland). Församlingen utgör ett eget pastorat.

## Administrativ historik
Församlingen har medeltida ursprung. Före den 1 januari 1886 (enligt beslut den 17 april 1885) var namnet Eds församling samt även Västra Eds församling.
Församlingen var till 1962 moderförsamling i pastoratet Dals-Ed, Nössemark, Håbol och Töftedal som till 1670 även omfattade Rölanda och Gesäters församlingar. Från 1962 till 2010 var församlingen moderförsamling i pastoratet Dals-Ed, Nössemark och Håbol, som från 1998 även omfattade Gesäters, Rölanda och Töftedals församlingar. År 2010 införlivades i församlingen Håbols, Nössemarks, Töftedals, Gesäters och Rölanda församlingar.

## Kyrkor
- Dals-Eds kyrka
- Gesäters kyrka
- Håbols kyrka
- Nössemarks kyrka
- Rölanda kyrka
- Töftedals kyrka